# Braškov
Braškov (en allemand : Braschkau) est une commune du district de Kladno, dans la région de Bohême-Centrale, en République tchèque. Sa population s'élevait à 1 096 habitants en 2020.

## Géographie
Braškov se trouve à 5 km au sud de Kladno et à 25 km à l'ouest-nord-ouest du centre de Prague.
La commune est limitée par Velká Dobrá et Pletený Újezd au nord, par Unhošť à l'est, par Kyšice et Horní Bezděkov au sud, et par Družec à l'ouest.

## Histoire
La première mention écrite du village date de 1249.